# Ulrich Roth (handbollsspelare)
Ulrich "Uli" Roth, född 15 februari 1962 i Heidelberg, är en tysk tidigare handbollsspelare (mittsexa). Han spelade 151 landskamper och gjorde 290 mål för Tysklands landslag. Han är tvillingbror till handbollstränaren och tidigare spelaren Michael Roth.
Ulrich Roth var, liksom sin bror, med och tog OS-silver 1984 i Los Angeles.

## Klubbar
- SG Leutershausen (–1982)
- MTSV Schwabing (1982–1987)
- TV Großwallstadt (1987–1990)
- SG Leutershausen (1990–1995)